# Покровка-Озерки
Покровка-Озерки (Баткан, Покровские Озерки) — деревня в Стерлитамакском районе Республики Башкортостан Российской Федерации. Входит в состав Тюрюшлинского сельсовета.

## География

### Географическое положение
Расстояние до:
- районного центра (Стерлитамак): 29 км,
- центра сельсовета (Тюрюшля): 11 км,
- ближайшей ж/д станции (Стерлитамак): 29 км.

## Население
| 2002 | 2009 | 2010 |
| ---- | ---- | ---- |
| 25   | ↘20  | ↗22  |

Национальный состав
Согласно переписи 2002 года, преобладающие национальности — русские (40 %), казахи (36 %).